# 合肥城市轨道交通有限公司
合肥城市轨道交通有限公司成立于2009年6月，属于国有独资公司。投资方是合肥市建设投资控股（集团）有限公司。合肥城市轨道交通有限公司主要负责城市交通的策划，建设，运营，管理，物业等。注册资本53.59亿元。

## 成立历史
2008年6月，成立合肥市有轨电车一号线建设指挥部，在同年的11月，合肥市轨道交通建设办公室和合肥轨道交通公司筹备组成立，并和前单位合署办公。2009年8月7日，合肥城市轨道交通1号线试验段开工暨1号线奠基仪式在滨湖新区举行。2012年12月21日，《合肥市轨道交通2号线工程可行性研究报告》获得国家发展和改革委员会批复。2016年12月26日， 轨道交通1号线正式开通运营。

## 轨道交通
合肥轨道交通目前运营线路为1号线、2号线、3号线、4号线和5号线、8号线。目前在建的3号线南延、4号线南延、6号线一期、7号线一期、S1号线先行段将于2025年后陆续开通运营。